# Freden i Lolland
Freden i Lolland slöts sommaren 1157 mellan de tre danska tronpretendenterna Sven Grate, Knut Magnusson och Valdemar Knutsson, efter inledande förhandlingar i Odense på Fyn. 
De tre delade, i samförstånd med den tyske kejsaren Fredrik I Barbarossa, upp Danmark i tre kungariken. 
Valdemar fick välja först och tog Jylland. Sven ska ha varit näst i tur och valde då Skåneland (inklusive Bornholm) för att undvika att bli klämd mellan två sköldar. För Knut återstod Själland, Fyn och öarna däromkring. 
Denna förlikning blev dock inte långvarig.
Konflikten avslutades senare under året med de dramatiska begivenheterna, blodsgillet i Roskilde och slaget på Grate hed, efter vilka Valdemar blev ensam dansk kung. 